# Красноярка (Усть-Коксинское сельское поселение)
Красноярка  (алт. Кызыл-Jар) — посёлок в Усть-Коксинском сельском поселении Усть-Коксинского района Республики Алтай России.

## География
Расположено в приграничной территории юго-западной части Республики Алтай в горно-степной зоне и находится у реки Малая Красноярка, вблизи впадения в р. Кокса.
Уличная сеть состоит из одного географического объекта: ул. Лесная.

## Население
| 2010 | 2011 | 2012 | 2013 | 2014 | 2015 |
| ---- | ---- | ---- | ---- | ---- | ---- |
| 0    | →0   | ↗2   | ↗5   | →5   | ↗6   |
| 2016 |      |      |      |      |      |
| ↘1   |      |      |      |      |      |

Национальный состав
Согласно результатам переписи 2002 года, в национальной структуре населения русские составляли 100 % от общей численности населения в 2 жителя

## Инфраструктура
Личное подсобное хозяйство. Животноводство.

## Транспорт
Находится на автодороге регионального значения «Подъезд Талда — Тюнгур (Природный парк „Белуха“)» (идентификационный номер 84К-134) (Постановление Правительства Республики Алтай от 12.04.2018 N 107 «Об утверждении Перечня автомобильных дорог общего пользования регионального значения Республики Алтай и признании утратившими силу некоторых постановлений Правительства Республики Алтай»).